# Lư Giang (trung tướng)
Lư Giang (1920 – 1994) tên thật là Lê Bá Ước, là Quân đội nhân dân Việt Nam, tư lệnh Quân khu Thủ đô, ủy viên thành ủy Hà Nội.

## Tiểu sử
Lư Giang tên thật là Lê Bá Ước, sinh ngày 14 tháng 12 năm 1920 tại làng Gàng, xã Vô Tranh, Lục Nam, Bắc Giang, trong một gia đình giàu có.
Năm 1940 ông bỏ học về làm thư ký xưởng khai thác gỗ trong rừng, vì vậy có điều kiện tiếp xúc với nhiều tầng lớp trong xã hội và đi nhiều nơi như: Đình Lập, Lạng Sơn, Bắc Giang, Hà Nội.
Cuối năm 1942 được ông Hải Bằng kết nạp vào Việt Minh.
Đến cuối Năm 1944, ông đã tổ chức được đội tự vệ gồm hơn 10 người có trang bị súng Kíp, súng dóp 3, súng dóp 4.
Sau ngày 9 tháng 3 năm 1945, Nhật đảo chính Pháp. Với lực lượng của mình Lư Giang đã tổ chức đóng giả lính Nhật tập kích vào đồn Mai Sưu, rồi sau đó ông còn tổ chức phá kho thóc thu về 400 tấn cứu đói cho dân.
Ngày 21 thánh 8 năm 1945, Bắc Giang khởi nghĩa, ông được giao chỉ huy một đại đội thuộc chi đội 2 Bắc Giang. Sau đấy cũng là thời kỳ quân Tưởng Giới Thạch dưới danh nghĩa quân Đồng Minh vào Việt Nam.
Ngày 5 tháng 9 năm 1945 ông chỉ huy quân đánh và đã chiếm được đồn Chũ.
Tháng 10 năm 1945 ông được đề cử làm chi đội phó chi đội Bắc Giang. Sau đó tham gia tiễu phỉ ở Hố Lác, Tam Di, Lục Nam
Tháng 12 năm 1945 ông làm chi đội trưởng Chi đội Bắc Bắc Nam tiến
Năm 1946 ông là tiểu đoàn trưởng tiểu đoàn 4 Nha Trang, sau đó là trung đoàn trưởng liên trung đoàn 80-83, Tỉnh ủy viên Tỉnh Phú Yên.
Năm 1947 ông là liên trung đoàn trưởng liên trung đoàn 80-83, rồi trung đoàn trưởng trung đoàn 84, ủy viên ban cán sự tỉnh Đắc Lắc và trung đoàn trưởng, bí thư Đảng ủy trung đoàn 105
Năm 1953 ông là phái viên của Bộ Tổng tham mưu công tác ở Liên khu 5, sau đó là chỉ huy trưởng quân cảng Quy Nhơn, rồi tham mưu phó, tham mưu trưởng các sư đoàn 349, 375.
Năm 1958 ông là Lữ đoàn trưởng lữ đoàn 368
Năm 1963 ông làm tham mưu phó Bộ Tư lệnh Pháo binh
Năm 1964 ông là Chỉ huy trưởng, Bí thư Đảng ủy Phân khu 5.
Năm 1968 ông là Sư đoàn trưởng sư đoàn 3, Ủy viên Khu ủy Khu 5, Phó tư lệnh Quân khu 5 kiêm Tư lệnh tiền phương cánh Nam.
Năm 1978 là Tư lệnh Bộ tư lệnh Thủ đô Hà Nội, Thường vụ Đảng ủy Bộ Tư lệnh Thủ đô.
Năm 1979, Phó tư lệnh, rồi Tư lệnh, Bí thư Đảng ủy Quân khu Thủ đô, Thành ủy viên và Ủy viên Ủy ban nhân dân thành phố Hà Nội.
Ông còn là đại biểu Quốc hội khóa 7, khóa 8 và là Ủy viên Ủy ban pháp luật của Quốc hội khóa 8.
Ông mang hàm Thiếu tướng năm 1974, Trung tướng năm 1984 và nghỉ hưu năm 1989 

## Ghi nhận của nhà nước Việt Nam về thành tích và công lao
Huân chương Độc lập hạng nhất
Hai Huân chương Quân công (hạng nhất, hạng nhì)
Huân chương chiến thắng hạng nhất
Hai Huân chương Kháng chiến (hạng nhất, hạng nhì)
Ba Huân chương Chiến sĩ vẻ vang (hạng nhất, hạng nhì, hạng ba)
Ba Huân chương Chiến sĩ giải phóng (hạng nhất, hạng nhì, hạng ba)
Huy chương Quân kỳ quyết thắng.